# 奧梅利涅 (基韋爾齊區)
51°0′23″N 25°37′32″E / 51.00639°N 25.62556°E
奧梅利涅（烏克蘭語：Омельне）是位於烏克蘭西部沃倫州裏盧茨克區的村莊，面積3.06平方公里，海拔高度191米，2001年人口809，人口密度每平方公里264.03人。